# Stazione di Bayeux
La stazione di Bayeux (Gare de Bayeux in francese) è la stazione ferroviaria situata nella cittadina francese di Bayeux lungo la linea Mantes-la-Jolie - Cherbourg.

## Storia
La stazione fu messa in servizio il 17 luglio 1858 con l'apertura del segmento tra Caen e Cherbourg.

## Movimenti
La stazione è servita dai treni regionali TER Normandie e Intercités.